# Cerro de Vera
Cerro de Vera o Cerros de Vera es una localidad uruguaya del departamento de Salto. 

## Geografía
La localidad se encuentra ubicada en la zona sureste del departamento de Salto, sobre la margen oeste del arroyo de Vera, próximo al cerro homónimo.

## Población
Según el censo de 2011 la localidad contaba con una población de 160 habitantes.
| 75            | 110 | 160 |
| (Fuente: INE) |     |     |

## Economía
La localidad se sitúa en una amplia zona netamente agropecuaria, en cuyos campos aflora superficialmente el basalto.